# Ogre (rzeka)
Ogre (także Ogriņa, Ogrīte) – rzeka na Łotwie, prawy dopływ Dźwiny. Długość 188 km, zlewisko 1730 km².

## Większe dopływy
- Lewe: Viešupe, Ilzīte, Sumulda, Lobe
- Prawe: Sustala, Meltne, Līčupe, Aviekste, Ranka